# Sonate pour piano no 18 de Schubert
Pour un article plus général, voir Sonate pour piano.
Pour les articles homonymes, voir Sonate pour piano (homonymie).
La Sonate pour piano en sol majeur, D. 894, publiée sous le nom de Fantaisie, Andante, Menuetto et Allegretto, est la dix-huitième sonate de Franz Schubert, composée en octobre 1826.
Cette sonate, isolée dans la production de Schubert, est écrite peu de temps après son dernier quatuor à cordes (no 15), lui aussi en sol majeur.
Dans l'esprit du compositeur, elle faisait suite aux trois précédentes sonates écrites en 1825 (no 15 en ut majeur, inachevée, no 16 en la mineur et no 17 en ré majeur). Ainsi la considérait-il comme sa quatrième sonate. C'est de plus une des seules éditées de son vivant en 1827 sous le numéro d'opus 78, après la no 16 (op. 42) et la no 17 (op. 53). Elle est dédiée à son ami Josef von Spaun (en). Très touché, celui-ci envoie à Schubert le mot suivant le 15 décembre 1826 : « C'est avec un véritable plaisir que j'accepte l'honorable dédicace que me fait M. Franz Schubert de sa quatrième sonate pour forte piano ».
Robert Schumann la considérait comme « la plus parfaite de toutes [les sonates de Schubert] quant à l'esprit et la forme », et Franz Liszt l'appréciait beaucoup et la qualifiait de « poème virgilien ».

## Analyse de l'œuvre
Elle comporte quatre mouvements :
1. Molto moderato e cantabile
2. Andante
3. Menuetto : allegro moderato – Trio (molto ligato)
4. Allegretto

Son exécution demande environ quarante minutes mais varie en fonction des interprètes.
Bien qu'intitulé Fantaisie, le premier mouvement, Molto moderato e cantabile, est un modèle de forme sonate. Les exposés des thèmes y sont clairs, sans affectation, et l'atmosphère générale de l'exposition est à la méditation. Le développement se pare d'une couleur plus sombre, explorant les tensions dramatiques sous-jacentes au thème principal. Deux acmés présentent celui-ci, successivement en si-bémol mineur et en ut mineur, dans des épisodes tendus, marqués fff. L'apaisement est de retour avec la réexposition, précédant une brève coda qui s'évanouit dans le silence.
Le deuxième mouvement, au ton de la dominante ré majeur, présente l'alternance de deux thèmes fortement contrastés dans une forme A B A B A.
Le troisième est un menuet en si mineur, ton relatif du précédent mouvement. Ici encore contraste total entre le thème du menuet et le bref trio en si majeur, au thème simple et délicat, indiqué ppp.
Le dernier mouvement, Allegretto, retrouve le ton initial de sol majeur et le climat détendu du premier mouvement. Il s'agit d'un rondo de forme A–B–A–C–A. Le thème principal, utilisé comme refrain, est assez développé (54 mesures). Le premier couplet, en ut majeur, présente un flot de croches quasiment ininterrompu. Le second, lui-même de forme A–B–A et dans le ton éloigné de mi-bémol majeur, fait place en son centre à un thème présenté pp dans le relatif ut mineur. Moment d'intense poésie et d'intimité, ce thème présente la figure rythmique constituée d'une longue suivie de deux brèves (ici une blanche et deux noires) chère à Schubert. Comme dans le mouvement initial, ce mouvement s'achève sur une dernière évocation du thème principal, dans la douce lumière du pp.

## Sélection discographique
- Claudio Arrau : enregistrement en novembre 1990 - (Philips Classics)
- Alfred Brendel : Brendel spielt Schubert (Decca) - Schubert 1822-1828 (Philips).
- Radu Lupu : Sonates pour piano D. 845 et D. 894 (1987, Decca).
- Sviatoslav Richter : Sonates pour piano D. 894, D. 575 et D. 840 (1994, 2CD Philips). [vidéo] « Disponible », sur YouTube.
- Andreas Staier : Sonate pour piano D. 894, Impromptus D. 935 (2009, Harmonia Mundi).
- Mitsuko Uchida : Sonates pour piano D. 840 et 894 (1997, Philips – repris dans Mitsuko Uchida Plays Schubert, 2005).
- Christian Zacharias : Sonates pour piano D. 845, D. 850 et D. 894 + pièces pour piano D. 593, D. 334 et D. 139 (1992, 2CD EMI Classics).